# SmartTV

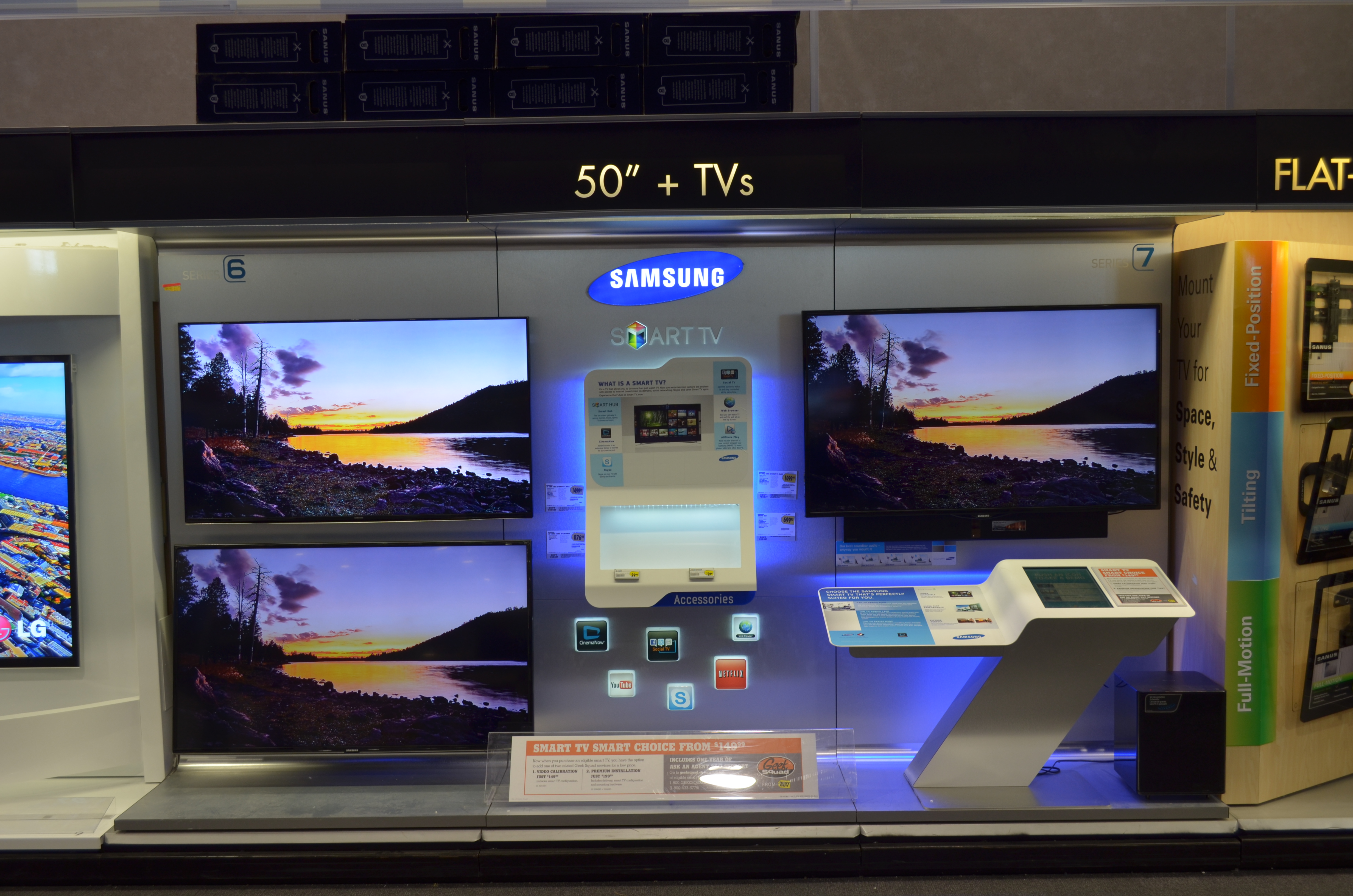
Samsung SmartTV

Smart TV este un televizor LED ce integrează funcțiile clasice ale unui televizor cu funcție de conectare la internet Web.
În Smart TV sunt incorporate dispozitive precum media playere digitale, Blu-ray, console pentru jocuri video și alte dispozitive interactive care utilizează ieșirile pentru ecran ale televizorului. În plus, SmartTV-urile permit vizionarea unui conținut multimedia de pe memory stick-uri USB sau HDD-uri externe și conectarea prin Wi-Fi sau bluetooth cu alte dispozitive precum smartphone, aparat foto sau video, tabletă, laptop sau PC.  
Smart TV-ul nu trebuie confundat cu servicii sau echipamente precum IPTV sau Televiziune pe internet, acesta fiind practic un televizor ce dispune de procesor intern și Memorie flash internă, capabil să ruleze un sistem de operare sau aplicații special create pentru el.

## Istoric și evoluție
Primele televizoare cu funcții inteligente au apărut la începutul anilor 2010, odată cu dezvoltarea platformelor de streaming și a aplicațiilor dedicate pentru televizoare. Producători precum Samsung, LG, Sony și Philips au lansat primele modele de Smart TV, care ofereau acces la internet, aplicații și servicii de streaming precum YouTube, Netflix, HBO Max sau Amazon Prime Video.

## Caracteristici principale
- Conectivitate la internet: prin Wi-Fi sau cablu Ethernet.
- Aplicații integrate: acces la platforme de streaming, rețele sociale, browsere web, jocuri și multe altele.
- Control vocal și gestual: unele modele permit controlul prin comenzi vocale sau gesturi, folosind microfoane și camere integrate.
- Screen mirroring: posibilitatea de a proiecta conținut de pe alte dispozitive (telefon, tabletă, PC) pe ecranul televizorului.
- Actualizări software: sistemul de operare și aplicațiile pot fi actualizate automat sau manual.

## Sisteme de operare pentru Smart TV
Printre cele mai populare sisteme de operare pentru Smart TV se numără:
- Tizen (Samsung)
- webOS (LG)
- Android TV (Sony, Philips, TCL)
- Roku TV
- Fire TV (Amazon)
- VIDAA (Hisense)

## Securitate și confidențialitate
Smart TV-urile pot colecta date despre utilizatori și obiceiurile de vizionare, iar unele modele pot fi vulnerabile la atacuri informatice. Se recomandă actualizarea regulată a software-ului și configurarea setărilor de confidențialitate.

## Critici și controverse
Unele Smart TV-uri au fost criticate pentru afișarea de reclame pe interfața principală, colectarea excesivă de date sau lipsa de suport software după câțiva ani de la achiziție.

## Istoric
Dezvoltarea Smart TV-ului începe în anul 1994, în Franța, când pe date de 9 noiembrie, Bertrand Dominique și Gatto Jean Marie au patentat un sistem inteligent de televizor, conectat la sisteme de procesare a datelor prin tehnologiile unei rețele analogice și digitale.  
Dispozitivul era capabil de a descărca rutinele software necesare, după cerințele utilizatorului și procesarea nevoilor acestora.
Compania Samsung a fost cea care a lansat primul Smart TV în anul 2008, urmat de primul magazin virtual de aplicații pentru Smart TV. Au urmat companiile LG, Sony și Lenovo.  
În anul 2015, jumătate dintre televizoarele digitale ce funcționează sunt inteligente, iar în 2016, 2/3 treimi vor fi Smart TV-uri. 
În România, acest tip de televizoare se dezvoltă lent, piața televizoarelor inteligente este încă mică la noi,  datorită în special prețului ridicat. Românii sunt familiarizați cu conceptul de Smart TV și îl asociază mai ales cu accesul la Internet și la aplicațiile televizorului.  

## Aplicații
Pe lângă funcțiile tradiționale ale televizorului, un SmartTV are instalate mai multe aplicații specifice: 
- browser-ul pentru navigare pe site-uri web
- aplicații social-media precum Facebook, Twitter, Skype, YouTube, AccuWeather, Google Maps etc
- videoconferințe prin intermediul programului Skype
- acces la Internet TV, IPTV, radio pe internet
- servicii streaming de tip video-on-demand (VOD) și pay-per-view
- recunoaștere vocală
- conexiune WI-FI integrată
- conținut multimedia pe internet (video, fotografii), prin canalele TV prin cablu, satelit. [8]
- aplicatii de securitate de tip antivirus, antimalware si antiransomware, precum Smart Security de la Samsung.

## Software specific
Platformele software ce operează Smart TV-urile pot fi incluse în dispozitiv din fabricație de către producător, fie este un dispozitiv cu un software specializat ce poate fi conectat și instalat prin intermediul unui magazin de aplicații online (app store, app marketplace), într-un mod similar cum sunt integrate aplicațiile în smartphone-uri. 

### Platforme oferite de producător
- Hisense: Roku
- LG: webOS
- Panasonic: Life + Screen, Viera Cast, Viera Connect, (unele modele mai noi folosesc și Firefox OS)
- Philips: Net TV, Android TV
- Samsung: Tizen OS și Samsung Smart TV
- Sharp: SmartCentral, AQUOS NET+
- Sony: Sony Apps
- TCL: Roku, Android TV
- Toshiba: Toshiba Places
- Vizio : Vizio Internet Apps Plus

### Dispozitive și software
- Android TV, dezvoltat de Google
- Amazon Fire TV bazat pe platforma Fire OS de la Amazon
- Boxee Box
- Chromecast de la Google (înlocuiește Google TV)
- Firefox OS for TV
- Horizon TV (Liberty Global); din grupul Liberty Global face parte grupul olandez UPC Holding, care deține și UPC România (acum Vodafone România).
- Mediaroom
- OpenTV
- Opera TV
- PlayStation TV cu Sony Entertainment Network (uneori menționat ca Sony Internet TV)
- Plex
- Slingbox de la Sling Media
- TiVo
- Tizen
- TvOS și Apple TV (TV Media Receiver) de la  Apple
- Ubuntu TV
- Xbox One/Xbox 360 (Microsoft)

Mai mult de jumătate din sistemele de operare SmartTV includ o variantă Linux în interiorul lor.

## Avantaje
Un Smart TV are numeroase avantaje față de televizoarele clasice:
- conectivitatea la internet
- posibilitatea de a conecta numeroase periferice
- claritate mai mare a imaginilor și filmelor redate
- posibilitatea de a folosi diferite aplicații, inclusiv IoT (internet of things) ce permit conectivitatea si controlul a diverselor device-uri, electronice si electrocasnice dintr-o casa smart.
- accesul la conținut suplimentar în timpul vizionării
- tehnologie 3D

## Dezavantaje
Principalul dezavantaj al Smart TV-ului este prețul încă destul de ridicat.   Un alt dezavantaj este faptul că multe aplicații încă nu sunt disponibile în România, iar cele mai bune dintre ele sunt contracost.  

## Vezi și
- 3D
- IPTV
- List of smart TV platforms and middleware software
- Smartphone
- Smart TV Alliance
- Tivoizare
- Web 2.0

## Legături externe
- Ce poți face cu un Smart TV? Ghidul complet al televizorului inteligent
- Smart TV: o idee bună, care poate fi îmbunătățită
- Smart TV Alliance
- The 5 best Smart TV platforms in the world 2016